# Conflicto de Lahad Datu de 2013

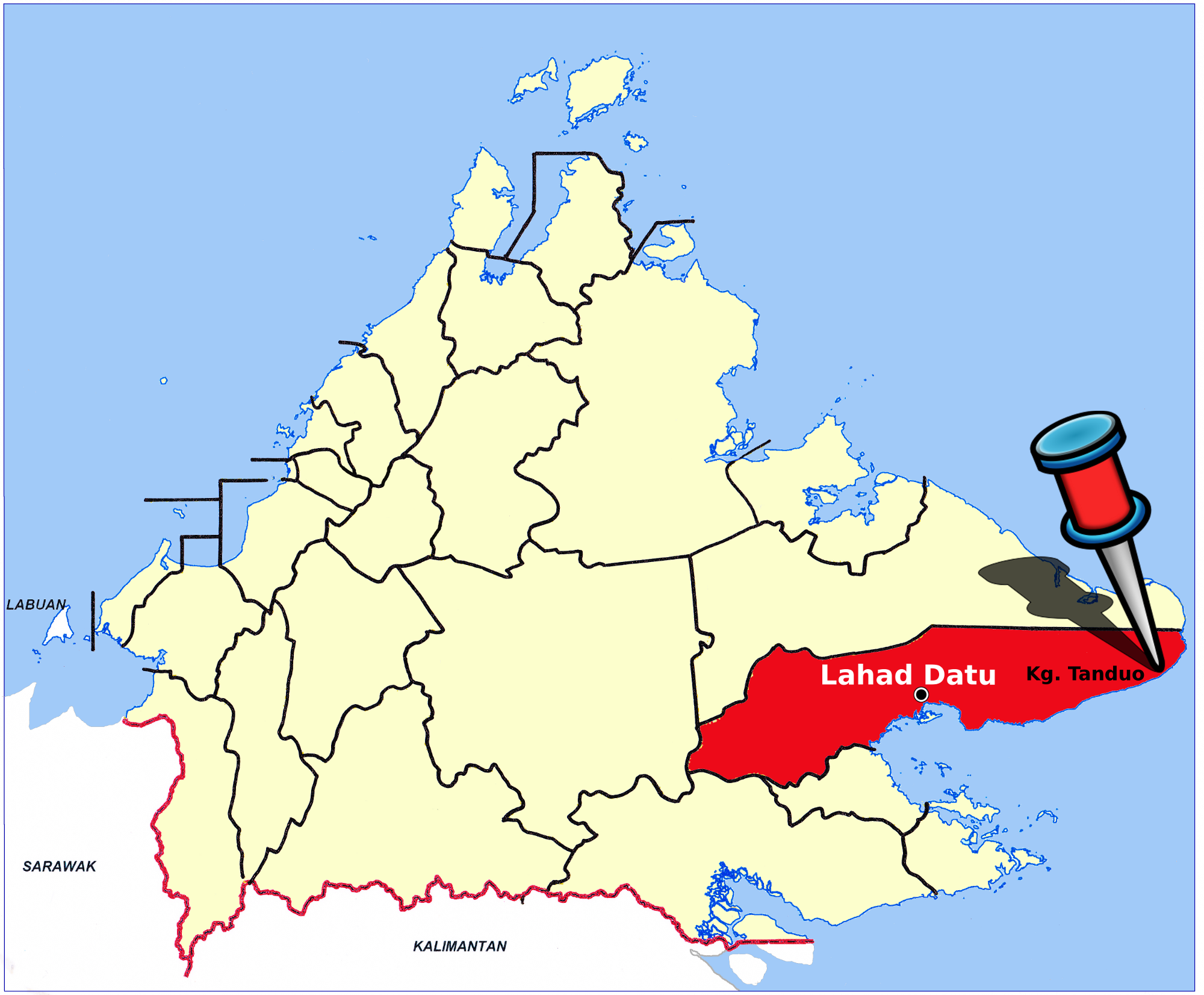
Zona del conflicto dentro de Sabah.

El conflicto de Lahad Datu (llamado también incursión de Lahad Datu) fue un enfrentamiento militar ocurrido en el distrito malayo de Lahad Datu entre fuerzas armadas de Malasia e inmigrantes ilegales filipinos que se hacían llamar «Fuerzas Reales de Seguridad del Sultanato de Sulu y Borneo del Norte», un grupo paramilitar que defiende la pretensión de Jamalul Kiram III como sultán de Joló (y por ende con derechos territoriales sobre Borneo del Norte). El enfrentamiento comenzó el 11 de febrero de 2013, cuando 235 filipinos armados llegaron al distrito de Lahad Datu (Estado de Sabah).
Los autodenominados soldados del Sultanato de Joló y Borneo Septentrional, fueron enviados por el sultán Jamalul Kiram III, quien se encuentra en propiedad del título de Sultán de Joló, y a su vez reclama la reinstauración del Sultanato de Joló. El Rajá Mudah Agbimuddin Kiram, príncipe heredero del Sultanato de Joló de Jamalul III, quien dirigió a los 235 filipinos, dijo que su objetivo era devolver la titularidad de las tierras de Borneo del Norte al Sultanato.
El conflicto se dio por zanjado el 24 de marzo de 2013.

## Trasfondo político
La República de Filipinas conserva un derecho territorial inactivo en la zona este del estado malayo de Sabah, anteriormente conocido como Borneo del Norte, a través del patrimonio territorial del Sultanato de Joló y de los acuerdos alcanzados en beneficio de la Capitanía General de Filipinas en el protocolo de Madrid. La base de esta afirmación es que el dominio del sultanato se extendió históricamente desde el archipiélago de Joló a ciertas zonas del norte de Borneo. De conformidad con la decisión del tribunal de la Corte Internacional de Justicia en el caso relativo a la soberanía de las islas Ligitan y Sipadan en 2002, Malasia considera que el Sultán de Joló renunció indiscutiblemente a los derechos soberanos sobre todas sus posesiones en favor de España el 22 de julio de 1878, perdiendo así cualquier título de su reclamo en Sabah.
Se reconoce que el gobierno filipino revivió una solicitud de pago del extinto Sultanato de Joló durante una reunión en Maphilindo en 1963. El gobierno filipino en ese momento dijo que no tenían problemas con la formación de Malasia, pero expresó que el Sultán de Joló quería el pago de 5 000 ringgits que debía ser abonado por el gobierno de Malasia. El primer ministro de Malasia en ese momento, Tunku Abdul Rahman, dijo que volvería a Kuala Lumpur y recibiría formalmente la solicitud. Desde entonces, la embajada de Malasia en Filipinas emite cada año un cheque por un monto de 5,300 ringgits (unos 1  155 euros o aproximadamente 77  000 pesos filipinos) a nombre del asesor legal de los herederos del Sultán de Sulu de acuerdo con los términos esgrimidos por Filipinas. Malasia considera el monto como un pago de cesión anual para el estado en disputa, mientras que los descendientes del sultán lo consideran como un pago en calidad de "renta".

## Comienzo del conflicto
Los herederos al Sultanato de Joló sintieron que su facción fue excluida del Acuerdo marco sobre la Nación Mora firmado como acuerdo de paz entre el gobierno filipino y el Frente Moro de Liberación Islámica, tal como lo anunció el presidente filipino, Benigno Aquino III. Como respuesta, Jamalul Kiram III, hizo un reclamo de su persona como legítimo heredero al trono del Sultanato (pues actualmente el título de Sultán de Joló es un título titular, sin territorios controlados de facto), mediante decreto del 11 de noviembre de 2012, instó a que un contingente civil y militar debiera hacer valer sus derechos territoriales en el norte de Borneo. Él nombró a su hermano y Rajá Muda ("Príncipe heredero"), Agbimuddin Kiram, para dirigir el citado grupo.
Meses más tarde, el 11 de febrero de 2013, Agbimuddin Kiram y al menos 101 seguidores llegaron a la localidad de Tanduo, que se encuentra cerca de Tungku en el distrito de Lahad Datu (Sabah) desde la vecina isla de Simunul (Tawi-Tawi), del sudoeste filipino. Alrededor de unas 80 personas huyeron de unos 15 hogares en Tanduo.

## Desarrollo del conflicto

### Primeros compases: 11-28 de febrero
El personal de la policía malaya rodeo el pueblo en Lahad Datu, donde el grupo se quedó. A su vez, también bloqueó todas las carreteras que conducían a la remota localidad desde Tunkdu y levantó un bloqueo de víveres hacia la localidad para conseguir la privación de pertrechos a los seguidores del sultán de Joló. Por su parte, Filipinas desplegó 6 buques clase Patrol Craft Fast (PCF) en los mares de Tawi-Tawi y Joló para ayudar a estabilizar la situación, lo que en la práctica supuso agudizar el bloqueo a los militantes en Lahad Dutu que se vieron totalmente sitiados sin posibilidad de recibir ni refuerzos ni pertrechos. Más tarde, Filipinas enviaría un séptimo barco, el BRP Tagbanua (un buque tipo Landing Craft Utility [LCU]) como canal humanitario, para facilitar la rendición y vuelta a Filipinas de los militantes de Joló.
El gobierno filipino comenzó una actividad frenética para solicitar tanto a los militantes que se encontraban en tierra como al propio Jamalul Karim III de que se retirasen, encadenando discursos de representantes del Congreso filipino, ministros del gobierno como Leila de Lima (ministra de Justicia) o  Manuel Roxas II (Ministro del Interior y Gobierno Local) e incluso el propio presidente, Benigno Aquino III.

«Debe estar claro para usted que este pequeño grupo de personas no tendrá éxito en abordar sus quejas, y que no hay forma de que la fuerza pueda lograr sus objetivos».
Benigno Aquino III en alusión a Jamalul Karim III sobre el incidente en Lahad Datu. 26 de febrero de 2013.

El Sultán de Joló fue interpelado duramente por parte de la política filipina. El propio presidente le recordó constantemente su juramento a la Constitución, recordándole que la renuncia a la guerra era parte de la política nacional. Incluso se le recordó el Artículo 118 del Código Penal revisado, que castiga a quienes «provocan o dan ocasión a una guerra... o exponen a los ciudadanos filipinos a represalias contra sus personas o propiedades». Esta línea dura fue acogida por el senador Francis Pangilinan quien intervino en el Senado con dureza alertando de la posibilidad de que esta crisis acabase por materializarse en una guerra entre Filipinas y Malasia.
El Sultán Kiram III mantuvo su desafío e indicó que sus seguidores, tal como le había comunicado su hermano Agbimuddin, se quedarían en Lahad Dutu hasta que su reclamación fuese escuchada y que estaban igualmente dispuestos a aguantar incluso con las privaciones de comida que estaban sufriendo debido al bloqueo de la policía malaya. Pidió al ejecutivo malayo y a representantes filipinos que se realzase una mesa cuadrada para zanjar definitivamente la disputa en Borneo del Norte referente a las reclamaciones del extinto Sultanato de Joló. Esta mesa no se llegó a producir.
Por su parte, el subinspector general de la policía de Malasia, Khalid Abu Bakar, transmitió calma a la población civil y a los políticos filipinos indicando que, tanto desde su institución como por parte del gobierno malayo, el incidente se estaba tratando como un problema de seguridad nacional y no como una agresión externa. Esto no varió hasta el 7 de marzo, cuando se indicó que a partir de ese momento y como consecuencia de los enfrentamientos armados, ahora se consideraba a la facción de Kiram III como un grupo terrorista. También se dijo que esta calificación tuvo el visto bueno de Albert Del Rosario (ministro de Asuntos Exteriores), aunque esto fue más tarde desmentido por el embajador filipino en Malasia, José Eduardo Malaya, quien indicó que se había sacado de contexto las palabras del ministro, las cuales decían que los asesinatos de policías malayos por parte de algunos miembros de la facción podían considerarse actos terroristas.

### Operaciones militares: 1-24 de marzo

#### Primeras escaramuzas: 1-4 de marzo
1 de marzo - 1.ª escaramuza
Tras haberse cumplido el 26 de febrero el plazo máximo para que las facción de Joló se retirase de territorio malayo, se produjo un primer enfrentamiento entre las fuerzas de Joló y la policía malaya hacia las 10:15 de la mañana del 1 de marzo. Abraham Idjirani, portavoz de Kiram III, indicó que las fuerzas de Joló habían sufrido 14 bajas: 10 muertos y 4 heridos. Más tarde, la policía malaya indicó que 2 agentes habían fallecido como consecuencia del enfrentamiento, no trascendió si había habido heridos. También se supo que el dueño de la casa donde se hospedaba el grueso de las fuerzas de Joló fue muerto en el tiroteo.
Inicialmente, el ministro del interior malayo, Hishammuddin Hussein, había comunicado que las fuerzas de Joló habían abierto fuego sin que las fuerzas de seguridad tomasen represalias. Después se aceptó que había tenido un tiroteo pero se siguió manteniendo que la policía no había tenido bajas. También que se había arrestado a 10 miembros del "ejército del sultán" y que el resto había huido hacia el mar. Todo ello fue negado por Idjirani, que sostuvo que ningún miembro de la facción estaba bajo custodia policial y que el enfrentamiento no había terminado, como después se descubrió.
2 de marzo
El 2 de marzo se avistó a un grupo de 10 personas armadas, 3 de ellos uniformados de la misma forma que las autodenominadas «Fuerzas Reales de Seguridad del Sultanato de Sulu y Borneo del Norte» en los alrededores de Kunak, un distrito entre Lahad Datu y Semporna.
El gobierno malayo duplicó el número de efectivos policiales en las zonas circundantes a Lahad Datu y desplegó fuerzas del Regimiento Real Malayo en la zona.
3 de marzo - Ataque a Semporna
En la madrugada del 3 de marzo, un pequeño grupo de 10 personas armadas emboscó a una patrulla policial en la costa de Semporna, acabando con los cinco policías. Un grupo de 36 policías bajo el mando del superintendente de Bukit Aman desplegaron un operativo hacia las 16:00 hora local en búsqueda del grupo armado. A última hora de la tarde, los policías recibieron disparos, siendo el superintendente el primero en ser alcanzado por las balas y muriendo en el acto. Los representantes de Joló indicaron que el enfrentamiento con la policía en Semporna comenzó cuando efectivos policiales malayos dispararon contra algunos filipinos indocumentados que habían reunido en la localidad. LAs cifras del enfrentamiento fueron un total de 7 policías fallecidos (incluyendo al superintendente), 23 policías desaparecidos y 2 miembros de la facción de Joló muertos, que más tarde, cuando se retomó Semporna se amplió a 7.

#### Operación Daulat: 5-24 de marzo
5 de marzo - Comienza la operación

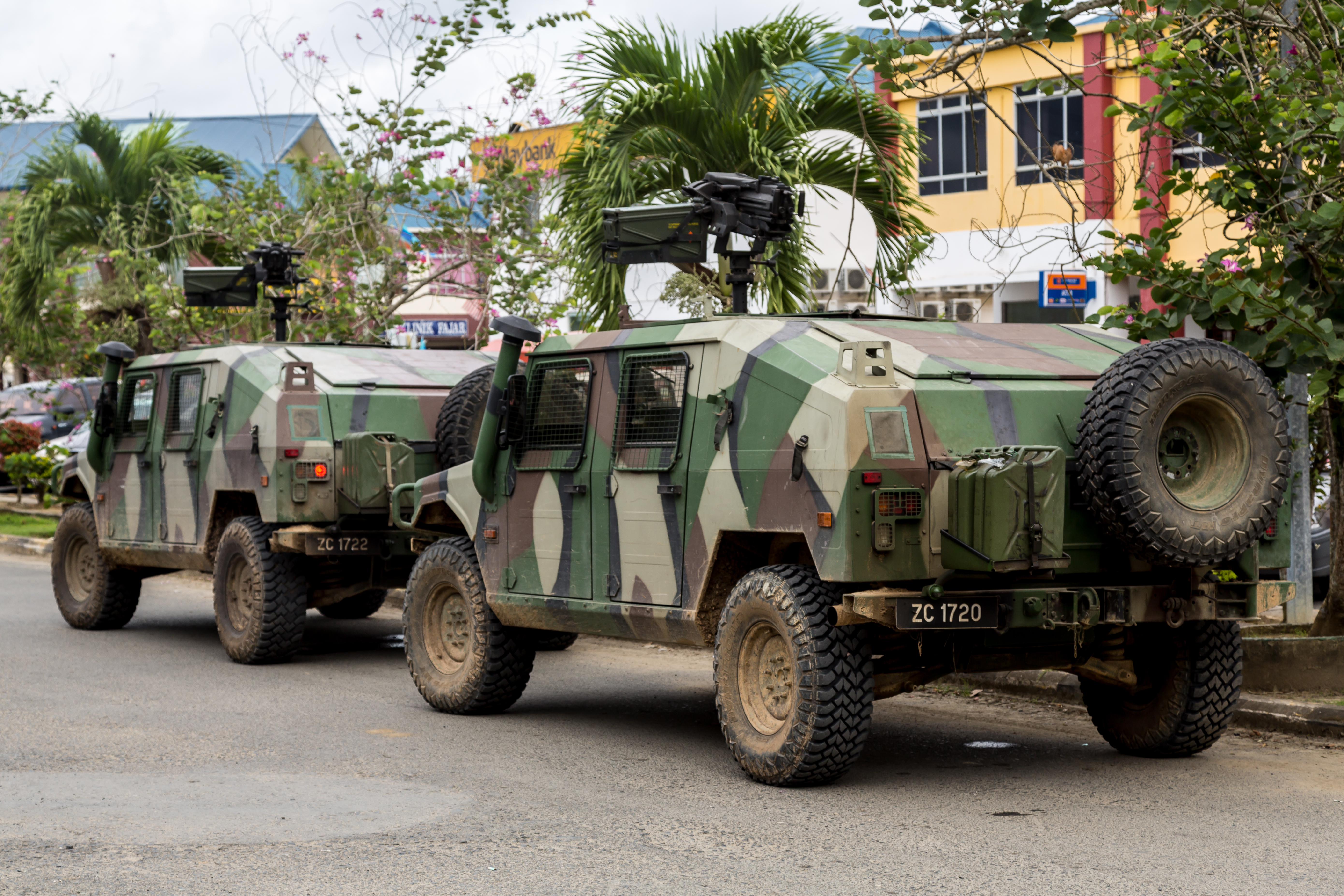
Dos URO VAMTACs en Cendera-Waish, un pueblo cerca de Tungku, desde el que las FFAA malayas mandaban efectivos a Lahad Dutu en marzo de 2013.

La Real Fuerza Aérea de Malasia comenzó un bombardeo contra las posiciones de la facción de Joló con tres cazas F/A-18 Hornets flanqueados por cinco Hawks. Tras el bombardeo aéreo, le siguió un bombardeo de las posiciones sobre el terreno mediante el uso de morteros. Finalmente, fuerzas conjuntas de la policía y las fuerzas armadas (incluyendo fuerzas de comando) avanzaron a tomar posiciones de combate.
La operación inicialmente se planeó bajo el nombre de Operación Joló (Ops Sulu), pero finalmente se le cambió el nombre al operativo por Operación Daulat (Ops Daulat, en malayo: Soberanía).
Durante estos días se recuperaron 13 cadáveres presuntamente pertenecientes a facción Joló. Aunque se desconoce si murieron en los bombardeos o en el ataque de Semporna. 
9 de marzo
Ante las preguntas sobre la evolución del conflicto, el primer ministro malayo, Hishammuddin Hussein, respondió que la Operación Daulat seguiría activa hasta que no quedasen intrusos en Sabah, y dado que aún quedaban hombres armados de la facción Joló que se negaban a rendirse incondicionalmente, el operativo seguía activo.
Desde el 11 de marzo
El 11 de marzo se declaró oficialmente asegurada la localidad de Tanduo. Después de una semana de bombardeos y tiroteos, 22 miembros de la facción Joló habían muerto. Por la parte Malasia, 2 soldados del ejército habían muerto: 1 en los combates de un pueblo cerca de Tanduo, el otro murió en un accidente de carretera cerca de Bandar Cendera-Wasih, mientras se encontraba en un convoy logístico rumbo a Lahad Datu.
24 de marzo
El operativo dio por concluido el conflicto el 24 de marzo de 2013. La Operación Daulat se mantuvo oficialmente activa hasta el 29 de junio de 2013, cuando sería reemplazada por el Eastern Sabah Security Command (ESSCOM).

## Incidentes relacionados
Durante la duración del conflicto se dieron una serie de incidentes con relación directa a él. Algunos de estos fueron la suspensión de actividad de la embajada de Malasia en Filipinas como consecuencia de una protesta filipina a favor de Kiram III, el debate sobre el uso de aviación comercial por parte de las FFAA malayas o el hackeo de la página web de Globe Telecom, una importante empresa de telecomunicaciones filipina, por parte de un grupo autodenominado «MALAYSIA Cyb3r 4rmy».

## Tras el conflicto

### Arrestos y persecuciones
En Malasia, los 149 detenidos de la facción de Joló fueron acusados bajo la sección 121 del Código Penal malayo, siendo solicitada la pena de muerte para todos por la fiscalía.
Además, otros 449 detenidos durante el conflicto, la mayoría de ellos filipinos residentes en Sabah, e incluso algún miembro de las FFAA malayas fueron a juicio. De todos ellos, 121 fueron acusado mediante la ley SOSMA (Ofensas a la Seguridad [Medidas Especiales] según Acta de 2012)  

### Entierros de militantes de Joló en Sabah
Algunos de los cuerpos de los militantes de Joló muertos en el conflicto no fueron reclamados por sus familiares en Filipinas, por lo que se les enterró en cementerios públicos de Joló siguiendo la Convención de Génova.

### Muerte del Sultán de Joló
El 20 de octubre de 2013, el líder de la facción de Joló, el autoproclamado sultán Jamalul Kiram III murió de un fallo orgánico múltiple en la isla de Simunul, Tawi-Tawi (Filipinas). Su familia indicó que continuarían con sus objetivos de retomar Sabah. Ante el comunicado, la Real Policía de Malasia comunicó que seguirían estando alerta ante cualquier nueva intrusión.
El 13 de enero de 2015, Agbimuddin Kiram, hermano de Jamalul Kiram III, quien lideró al grupo que incursionó en Sabah, murió de un fallo cardíaco en Tawi-Tawi, donde vivía, mientras estaba huyendo de la persecución policial malaya. El paradero de este no se conoció hasta su muerte.

### Juicio de 2014
El 6 de enero de 2014, 30 personas (27 filipinos y 3 malayos) fueron llevadas a juicio con cargos de promover la guerra contra el rey. En este grupo se encontraba el sobrino de Jamalul Kiram III, Datu Amir Bahar Hushin Kiram, que lideró al grupo que atacó Semporna, pero huyó ante la llegada de las FFAA malayas. Finalmente fue capturado.
De las 30 personas, 18 fueron encontradas culpables y condenadas a pena de muerte, las otras 12 fueron encontradas culpables pero, al no haber evidencias de que hubiesen causado la muerte a ningún miembro de las FFAA malayas, se quedaron con una pena de prisión de 20 años.

## Reacciones

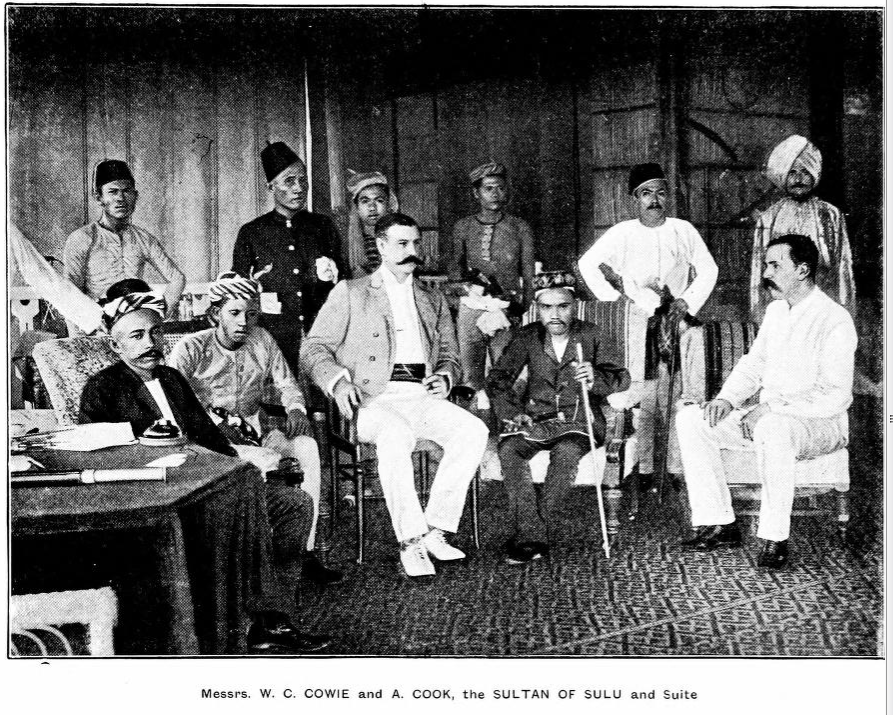
W. C. Cowie, Punong Direktor ng North Borneo Chartered Company (BNBC) kasama ang Sultan ng Sulu at Hilagang Borneo.

- Malasia –  El primer ministro malayo, Najib Razak, indicó que cuanto más tiempo permaneciesen los seguidores del Sultán de Joló en Sabah, más peligrosa sería la situación para ellos. Solicitó a los seguidores del Sultán que volviesen a Filipinas e hizo un anuncio para los filipinos residentes en Sabah asegurándoles que se respetarían sus derechos.[6]

- Filipinas – El secretario del Ministerio de Asuntos Exteriores, Albert del Rosario, pidió a su homólogo malayo que Malasia respetase a los ciudadanos filipinos que vivían en Sabah, y que no juzgase a todos los filipinos como miembros de ese grupo. A su vez, solicitó a todo filipino que se encontrase de manera irregular en Sabah (en clara alusión al grupo incursor) a que regresasen a territorio filipino.[7][8]

- Estados Unidos – El embajador estadounidense en Filipinas, Harry K. Thomas, Jr.. indicó que EE. UU. tenía total confianza en que Manila y Kuala Lumpur sabrían resolver el conflicto de una manera civilizada y sin violencia. Invitó a su vez a ambos gobiernos a retomar conversaciones en busca de lograr un acuerdo sobre el conflicto Moro.[9][10]